# FC Aarau
O Fussball-Club Aarau, também conhecido por FC Aarau, é uma equipe suíça de futebol, fundada a 26 de maio de 1902 em Aarau, a capital do cantão da Argóvia. Hoje disputa a Challenge League, o segundo nível gerido pela Associação Suíça de Futebol. É um dos clubes mais tradicionais do país, tendo participado da Superliga Suíça em 97 edições e a vencido em três oportunidades, em 1912, 1914 e 1993. Em 27 de maio de 1985, sagrou-se campeão da Copa da Suíça pela única vez até os dias atuais, com uma vitória por 1-0 sobre o Neuchâtel Xamax.
A sociedade anônima FC Aarau AG é responsável pela operação do futebol profissional, do Team Aargau (sub-16 à sub-18) e de outras seis categorias juniores.
Seu mando de campo é o Stadion Brügglifeld, construído a 1924 no território da comuna de Suhr para comportar 9 249 espectadores. É planejada, desde 2002, a substituição do estádio sede do Campeonato Europeu Sub-16 de 1991 e do Campeonato Europeu Sub-19 de 2004 – por uma nova construção na área industrial abandonada de Torfeld Süd. O primeiro projeto falhou em 25 de setembro de 2005 devido a um referendo; a principal razão para a rejeição foi o uso proposto de construir um novo centro comercial. No entanto, foi aprovado em fevereiro de 2008 um segundo projeto, com uma área comercial consideravelmente menor. O novo estádio, previsto para ser inaugurado em 2015, sofreu com objeções e obstáculos financeiros que resultaram no adiamento do início da construção, até o presente momento.

## História
O FC Aarau foi formado a 26 de maio de 1902, por trabalhadores da cervejaria Ryniker. Seus primeiros anos foram de vitória no Campeonato Suíço a 1911–12 e novamente a 1913–14. O clube passou 25 anos no nível mais alto, de 1907 a 1933, quando foi rebaixado ao segundo nível, e somente regressou após uma vitória à temporada de 1980–81 por 3 a 1, ante o Vevey-Sports. Um ano depois, longe da sua casa, o FCA conquistou a Ligapokal ante o St. Gallen, em meio à 5 700 pessoas, graças ao gol de René Rietmann na partida de ida. Desde então, permaneceu na antiga Nationalliga A até 2010, tendo nesse período vencido a edição de 1992–93 com o treinador austríaco Rolf Fringer, por 2 a 1 ante o Football Club Sion. O clube também obteve sucesso na Copa da Suíça, chegando a três finais (1930, 1985, 1989). Na ocasião de 1985, o Aarau conquistou a sua única taça no torneio, sob o comando do treinador alemão Ottnad Hitzfeld.
Ao final da temporada 2001–02, o Clube vinha enfrentando uma grave crise financeira e correu o risco de falência. No entanto, o então presidente, Michael Hunziker, tomou a iniciativa de criar uma campanha de venda de 15 100 ações, o que ajudou a evitar a dissolução. A 7 de janeiro de 2003, essas ações foram emitidas, somando 1 510 000 francos suíços. Uma sociedade anônima, chamada FC Aarau AG, foi criada para gerir a equipe, assumindo a responsabilidade pelos direitos de uso da marca e por jogos de futebol profissional e as equipes juniores.
Na temporada 2006–07, após onze derrotas em treze jogos, o antigo treinador, Urs Schönenberger, renunciou em 30 de outubro de 2006. A função foi assumida por seu auxiliar, Ruedi Zahner, natural de Aarau e ex-jogador do clube por nove anos em dois períodos distintos. No entanto, a sua nomeação durou até a pausa de inverno, quando foi substituído temporariamente pelo treinador do FC Baden, à época, Ryszard Komornicki. Com o risco iminente de descida de nível, Gilbert Gress foi contratado em 14 de maio. Faltando três jogos para o fim, a troca teve êxito – o clube conquistou cinco de seis pontos, evitando a queda. Ainda no dia 3 de junho, após a importante vitória em casa sobre o AC Bellinzona, Gress decidiu não renovar o seu contrato, e assim o ex-internacional polonês Ryszard Komornicki regressou, assinando um contrato até o verão de 2010, mas, foi substituído em junho de 2009 pelo adjunto, Jeff Saibene, que não durou muito no cargo, sendo demitido em 12 de outubro, depois de o Aarau ter conquistado apenas 5 pontos em 12 jogos.
Martin Andermatt, anunciado em 12 de outubro de 2009, não conseguiu melhorar o desempenho da equipe: em 17 partidas sob sua liderança, conquistou apenas seis pontos e uma vitória por 6 a 3 sobre o Bellinzona. Em 12 de abril de 2010, o FC Aarau anunciou que havia afastado o treinador e seu assistente, Alexander Weiss. A razão, de acordo com um comunicado à imprensa, foram os resultados insatisfatórios.
Na temporada 2012–13, o FC Aarau manteve-se líder a partir da 7ª rodada até o final da Challenge League. Na 34ª rodada, a vitória em casa por 1 a 0 sobre o FC Chiasso garantiu a promoção para a Super League. Uma peculiaridade foi que a perda de pontos necessária para a promoção automática do AC Bellinzona contra o FC Wohlen só ocorreu aos 95 minutos, quando o visitante, considerado pela imprensa como inferior, conseguiu nos últimos instantes o empate em 2 a 2. Os jogadores já estavam a caminho dos vestiários, quando o público começou a aplaudir e invadir o campo. Tudo isso ocorreu em 25 de maio de 2013 - exatamente na véspera do 111º aniversário do FC Aarau. Na temporada seguinte, assegurou a permanência na liga, antes de René Weiler, o treinador à época, abdicar no verão de 2014 por vontade própria, mesmo tendo um contrato válido até 2015.
Na classificação eterna da Liga de Futebol da Suíça, contabilizada a partir da temporada 1933/34, o Aarau está presente em 12º lugar.

## Administração
Desde 2006, o antigo Fußball-Club Aarau 1902 passou a operar apenas as seleções infantil e feminina. É administrada pelo ex-jogador Sandro Burki, Frédéric Page e Xenia Schweizer, desde a renúncia do ex-presidente Philipp Bonorand, que geriu o clube por três anos, a 5 de junho de 2023.
Atualmente, o capital social está avaliado em 2 110 000 francos suíços, com mais de mil sócios registrados. Como consequência dessa crise financeira, após dez anos, a administração do clube foi condenada a devolver os 2 500 000 francos injetados pela consultoria MTOberatung AG, em troca dos direitos de transferência para o FCA não abandonar as operações profissionais.
A equipe publicou um balanço financeiro anual durante a primavera europeia, onde fechou o semestre de 2022 com um passivo de 3 092 000 francos suíços.
O atual presidente da associação, Marcos Mahler, foi eleito na Assembleia Geral de 12 de junho de 2023. O conselho administrativo do FC Aarau AG também inclui Nico Barazetti, Peter Gloor (responsável pela infraestrutura do estádio e do sistema de licenciamento), Marc Herzog, Suzanne Marclay-Merz e Fabian Schmid. A gestão operacional é composta por Sandro Burki (diretor de esportes), Frédéric Page (diretor juvenil), Luca Affolter e Simon Thoma (diretores de marketing).

## Rivalidades
Apesar da proximidade de Zurique, seus torcedores costumam rivalizar com o FC Luzern, devido à razões culturais e históricas da região. Desde a temporada 2018–19, os respectivos clubes se enfrentaram em cinco ocasiões. Históricamente, são quarenta e três vitórias do Luzern sobre vinte e quatro do Aarau. Pelo futebol feminino, protagonizou dez confrontos com o Luzern, obtendo seis derrotas, duas vitórias e dois empates. No último confronto, as Red Boots saíram goleadas por seis a zero no Sportanlage Hubelmatt, em Lucerna.
Gerais
Estas são as estatísticas, em toda a história do confronto (até 4 de maio de 2021):
|               | Aarau        | Luzern       |
| ------------- | ------------ | ------------ |
| Vitórias      | 162 (26,37%) | 141 (47,25%) |
| Empates       | 24 (26,37%)  | 24 (26,37%)  |
| Partidas      | 91           | 91           |
| Gols marcados | 114 (41,61%) | 160 (58,39%) |
| Total de gols | 274          | 274          |

### Confrontos contra clubes da Argóvia
O Aargauer Derby, atualmente em situação morna, com poucos confrontos recentes, é disputado com o FC Baden, o qual mantêm uma relação amigável. Na história, sai invicto em doze confrontos, sendo dois empates e dez vitórias do Aarau. O dérbi da Argóvia mais recente ocorreu a 21 de julho de 2023, no Brügglifeld, e foi vencido pelo Aarau por 1 a 0. Valon Fazliu marcou o gol da vitória, após cobrança de escanteio.
Outro rival cantonal é o FC Wohlen, que entre 2002 e 2018, se enfrentaram vinte vezes, com catorze vitórias do Aarau, cinco empates e apenas uma derrota.

### Dérbi do Rio Aar
Já às margens do Rio Aar, a disputa compreende ante a equipe do Football Club Biel-Bienne, que venceu oito confrontos contra cinco, além de dois empates. Ambos se enfrentaram pela última vez em 17 de maio de 2016, numa partida sem gols. Como o nome sugere, a razão da rivalidade se deve ao fato de que o rio flui através do Lago de Bienna para seguir o seu curso em direção a nordeste e sair através do canal de Nidau-Büren, sendo que 67 quilômetros separam as duas cidades.

### Copa da Suíça
Luzern e Aarau se enfrentaram em oito ocasiões pela competição - com quatro vitórias para ambos, sendo que o último duelo, disputado numa semifinal em 4 de maio de 2021, foi vencido por 2 a 1 pelo adversário.

## Estatísticas

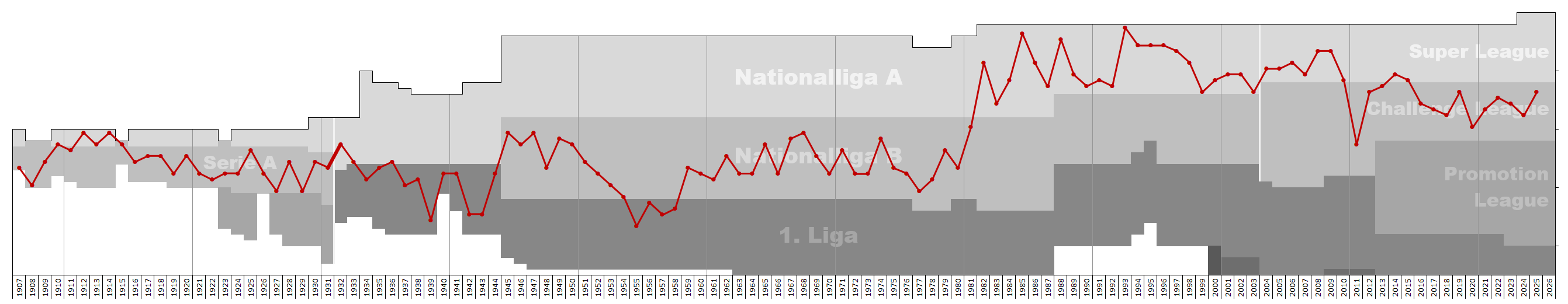
Gráfico das posições do FC Aarau ao término de cada temporada, sendo indicada pela seta, e assim sucessivamente com os níveis inferiores.

| Temporadas | Níveis           | Níveis | Níveis   | Níveis  | Níveis   | Níveis | Níveis | Níveis | Níveis     |
| Temporadas | Liga             | Jogos  | Vitórias | Empates | Derrotas | GM     | GS     | Pontos | Colocação  |
| ---------- | ---------------- | ------ | -------- | ------- | -------- | ------ | ------ | ------ | ---------- |
| 2003-04    | Superliga Suíça  | 36     | 9        | 11      | 16       | 57     | 69     | 38     | 8º         |
| 2004-05    | Superliga Suíça  | 34     | 7        | 11      | 16       | 42     | 64     | 32     | 8º         |
| 2005-06    | Superliga Suíça  | 36     | 8        | 11      | 17       | 29     | 63     | 35     | 7º         |
| 2006-07    | Superliga Suíça  | 36     | 6        | 8       | 22       | 28     | 55     | 26     | 9º         |
| 2007-08    | Superliga Suíça  | 36     | 11       | 14      | 11       | 47     | 48     | 47     | 5º         |
| 2008-09    | Superliga Suíça  | 36     | 11       | 11      | 14       | 35     | 51     | 44     | 5º         |
| 2009-10    | Superliga Suíça  | 36     | 6        | 5       | 25       | 32     | 88     | 23     | 10º        |
| 2010-11    | Challenge League | 30     | 9        | 9       | 12       | 39     | 51     | 36     | 11º        |
| 2011-12    | Challenge League | 30     | 18       | 5       | 7        | 64     | 34     | 59     | 2º         |
| 2012-13    | Challenge League | 36     | 24       | 6       | 6        | 76     | 40     | 78     | Campeão    |
| 2013-14    | Superliga Suíça  | 36     | 12       | 6       | 18       | 55     | 71     | 42     | 9º         |
| 2014-15    | Superliga Suíça  | 36     | 6        | 12      | 18       | 31     | 64     | 30     | 10º        |
| 2015-16    | Challenge League | 34     | 12       | 14      | 8        | 44     | 39     | 50     | 4º         |
| 2016-17    | Challenge League | 36     | 13       | 6       | 17       | 57     | 64     | 45     | 5º         |
| 2017-18    | Challenge League | 36     | 12       | 8       | 16       | 53     | 62     | 44     | 6º         |
| 2018-19    | Challenge League | 36     | 19       | 7       | 10       | 63     | 46     | 64     | 2º         |
| 2019-20    | Challenge League | 36     | 10       | 11      | 15       | 65     | 80     | 41     | 8º         |
| 2020-21    | Challenge League | 36     | 17       | 7       | 12       | 66     | 59     | 58     | 5º         |
| 2021-22    | Challenge League | 36     | 20       | 5       | 11       | 67     | 47     | 65     | 3º         |
| 2022-23    | Challenge League | 36     | 15       | 12      | 9        | 63     | 57     | 57     | 4º         |
| 2023-24    | Challenge League | 36     |          |         |          |        |        | 7      | A decorrer |

## Símbolos

### Uniformes
O kit da equipe é composto por camisa branca, calção preto e meias brancas.

### Material esportivo
Desde o início da década de 1980 (com a Adidas) estampa o tipo do fornecedor de material esportivo na camisa. Para a temporada de 2023–24, após o encerramento do vínculo com a fornecedora local Gpard, o Aarau anunciou um contrato de quatro anos com a Craft.

### Patrocinadores

Credit Suisse, patrocinador principal

O Credit Suisse é o principal patrocinador desde 2020, tendo compartilhado a estampa na parte central da camisa com a Sociedade da Cruz Vermelha Suíça no cantão da Argóvia.
Como fornecedor de bilhetes pelas próximas duas temporadas, estará à disposição o Hochuli Malerhandlung GmbH.
Visando o desenvolvimento infantojuvenil, o banco Swiss Management Zürich AG assinou um contrato premium na temporada 2022–23.
Já na área de fisioterapia, foi firmada uma parceria com o grupo de hospitais privados Hirslanden, a maior rede médica da Suíça, para cuidar da equipe pelos próximos três anos.
Contratualmente, a varejista de artigos esportivos Ochsner Sport serve desde a temporada 2023–24 como cooperação entre a fornecedora Craft e o FC Aarau. Os serviços incluem kits de futebol, roupas de treino, chuteiras e outros equipamentos à todas as categorias. O envio de encomendas online é possível dentro da Suíça e do Liechtenstein
Por meio da loteria esportiva, a Swisslos Interkantonale Landeslotterie fornece recursos financeiros para o desenvolvimento do esporte no cantão da Argóvia.
Para a locomoção das equipes de futebol, o Aarau firmou um contrato de três anos com a agência de viagens Ernst Gerber AG, de Roggwil, como substituta da Eurobus.

### Projetos sociais
Durante o Natal de 2020, camisas autografadas da equipe foram leiloadas pela organização humanitária da Cruz Vermelha Suíça para angariar fundos, em prol de pessoas em situação de vulnerabilidade social.

## Futebol feminino
O FC Aarau Frauen foi fundado a 1968, e atua no futebol feminino desde o início do Campeonato Suíço da modalidade. Então sob o nome DFC Aarau, conseguiram vencer os quatro primeiros campeonatos realizados, de 1971 à 1974. Atualmente, as mulheres competem na Axa Women’s Super League (antes Nationalliga), o nível mais alto no país.
A 2020, houve um planejamento malsucedido de fundir a seção feminina à sociedade anônima, em cooperação com um restaurante local para gerar mais receitas. O objetivo consistia no investimento de 300 000 francos suíços para a profissionalização das atletas e o acesso à elite. No passado, o clube enfrentou problemas financeiros, mas o novo conselho não quis assumir dívidas antigas. Atualmente, a equipe utiliza a alcunha de "Red Boots".
Assim como os juniores, mandam seus jogos no Aarauer Schachen, um estádio multiuso, apto para 10 000 fãs e que conta com grama sintética.
Na temporada de 2022–23, o Red Boots Aarau foi eliminado nas quartas-de-final dos playoffs da Superliga Feminina, após goleadas por 4 a 0 e 8 a 1 para a Association du Servette Football Club.
Com poucos recursos, o início da temporada atual foi marcado pela estreia do treinador Raimondo Ponte, numa derrota por 3 a 0 para as atuais campeãs do Fussballclub Zürich, no Sportzentrum Heerenschürli.

## Estrutura

### Estádio
Apto para 9 249 pessoas, o Stadion Brügglifeld está situado na comuna de Suhr, no distrito de Aarau, e é casa do Aarau desde 12 de outubro de 1924. A instalação também foi uma das arenas de futebol do Campeonato Europeu de Futebol Sub-19 de 2004.
Em meio à Primeira Guerra Mundial e longos processos no Supremo Tribunal Federal, a partida inaugural de um dos estádios mais antigos do país foi um amistoso ante o Fussballclub Zürich, então campeão suíço, na frente de 1 500 espectadores. A sua construção contou com a cooperação da população e do conselho municipal, que em 28 de setembro de 1923 locou o terreno de Brügglifeld.
Por razões ignotas, a arquibancada de madeira havia sido incinerada em 22 de setembro de 1929, mas foi restaurada em dois meses.
Foi o mando de campo de uma partida amistosa entre a Seleção Suíça de Futebol e Israel, em 19 de maio de 1987. Diante de 3 500 espectadores presentes, os suíços venceram por 1–0 com o gol de Christophe Bonvin, aos vinte e um minutos da segunda etapa. O árbitro selecionado para a partida foi o belga Alphonse Costantin.
Desde 2008, a Associação Suíça de Futebol não o tolera mais no primeiro nível, por isso a Sociedade exigiu 3 000 000 francos suíços da prefeitura na temporada 2016–17 para instalar equipamentos requisitados pela Liga Suíça de Futebol, como os de drenagem e aquecimento do subsolo.
Na tentativa do Grasshopper Club Zürich aliviar os custos estruturais em 2011, o presidente Urs Linsi negociou com o Aarau e o governo do cantão da Argóvia para mandar os seus jogos em Brügglifeld, devido à iminência entre as capitais, proposta que fracassou.
Apesar de seu caráter saudoso, não é protegido como um monumento histórico tombado, o que significa que após as obras em Torfeld Süd, o Brügglifeld será demolido para dar lugar a um empreendimento residencial.
Para ingressar nas competições, o FC Aarau detêm uma licença especial da Liga de Futebol da Suíça. Todavia, existe a exigência de que, após a promoção à Superliga, o clube jogue em instalações esportivas que atendam aos requisitos regulares, dentro de cinco anos.
Em 2020, a rampa de acesso ao estádio foi temporariamente convertida em uma área de estar, para obedecer às restrições impostas pela pandemia de COVID-19, custeadas em 150 000 francos suíços. Atualmente, das 2 600 cadeiras provisórias que foram instaladas na época, cerca de dois terços ainda estão em Brügglifeld.
Em março de 2022, o FCA rescindiu uma parceria de 30 anos com a empresa "Rufer Catering Metzg", que geria o catering em Brügglifeld. Todavia, a fornecedora do setor bovino, "Rufer-Metzg", segue à disposição.
Desde junho de 2023, as partidas no estádio são gravadas pela polícia cantonal da Argóvia, a fim de acabar com a violência e criar provas para as autoridades. Através de tais medidas de segurança, dez câmeras fixas devem ser instaladas e ligadas durante a chegada e saída, ainda em fase de testes.

### Propostas de transformação do estádio
Ernst Lämmli, arquiteto e presidente do clube à época de 1989 a 2000, deu o pontapé inicial em 1994 para a construção de um novo estádio apto para vinte mil pessoas por trinta milhões de francos suíços, até 2002. A ideia inicial, inspirada no modelo do Estádio Municipal de Braga, era conceber a área de uma pedreira próxima à Schafisheim, uma vila na comuna de Lenzburg, situada a 12 quilômetros de Aarau. Mais tarde, uma antiga área industrial (daí o nome Torfeld Süd) foi cedida à leste da estação ferroviária local - por uma quantia estimada em 36 000 000 francos, e que somada à execução do novo distrito resultaria em 170 000 000.

### Torfeld Süd
Tal projeto já passou por vários atrasos, referendos e decisões judiciais. No referendo de 25 de setembro de 2005, os habitantes da cidade homõnima votaram contra o financiamento do novo estádio com centro comercial integrado. Apesar deste revés, o município e o FC Aarau AG, sob a chefia de René Herzog, avançaram com um novo projeto no mesmo local. A revisão do plano, incluindo a participação financeira de dezessete milhões de francos da cidade de Aarau através de complexos de apartamentos, uma parada própria para Wynental e Suhrentalbahn (WSB) ao lado sul da ferrovia Aarau-Buchs-Menziken, e espaços para pequenos negócios e lazer, foi adotada em 24 de fevereiro de 2008, por 3747 votos a favor.
A edificação em Torfeld Süd teria aproximadamente 160 metros de comprimento e 24 metros de altura até o telhado. O anel do farol, por sua vez, estaria a uma altura de 33 metros, esperando acomodar até 14 500 espectadores para shows e 10 000 para partidas de futebol. Havia interesse em um complexo de cinemas no subsolo, além de um shopping center no andar térreo do estádio. Em 21 de janeiro de 2015, através de uma petição independente, a torcida pressionou o Conselho de Estado (Regierungsrat) a rejeitar a única queixa contra o novo estádio em sua totalidade, depois de um mês antes concluir que a aprovação de um complexo de cinemas, áreas de vendas de 2 000 metros quadrados, bem como o desenvolvimento e o controle do tráfego, são legais.
Diante dos obstáculos, denúncias e ajustes no plano de zoneamento causaram o atraso necessário, porque foi alterado três vezes antes de ser anunciada a autorização da constituição em 2014, estando incluso o pedido de três milhões de francos à prefeitura. Outros entraves foram as mudanças necessárias nos regulamentos de uso do edifício, emissões atmosféricas e de ruído, que também foram aprovados pela população. Moradores à volta do novo estádio, apelaram várias vezes, e em junho de 2016, o Tribunal Federal da Suíça indeferiu as denúncias pendentes. Devido à inflação e ao crescimento econômico, houve um déficit de vinte milhões de francos suíços na época, como resultado da paralisação do projeto, que por sua vez previa até 2021 a sua inauguração.
A iniciativa de torcedores unsertorfield.ch, anteriormente meinstadion.ch, visa financiar o Torfeld Süd, devido à inviabilidade da renda planejada com áreas comerciais e custos acrescidos de construção. Além das doações existentes, os promotores traçam a meta de catorze milhões de francos suíços adicionais mediante empréstimo bancário, fundos do governo, crowdfunding e naming rights. Numa conferência de imprensa conjunta à cidade de Aarau, a sociedade e a HRS em 2018, forneceram informações sobre o estado atual do projeto dos arranha-céus associados ao estádio.
Para retomar as obras, o plano de execução do Torfeld Süd deve estar em conformidade ao plano de estrutura cantonal, que por sua vez deve seguir princípios básicos da Lei Suíça de Planejamento Urbano, e assim ser apresentado novamente ao parlamento municipal e o Supremo Tribunal Federal, que após queixas de dezessete pessoas físicas e uma empresa contra a alteração parcial do regulamento de construção e uso das imediações em 2009, decidiu a novembro de 2022 indeferir a denúncia, uma vez que o estádio está planejado há vários anos, e passou por várias votações.
Até 2027, a empreiteira HRS Real Estate AG foi autorizada a edificar quatro torres residenciais para financiamento cruzado do estádio, uma vez que a construção não terá início até que tais arranha-céus planejados sejam vendidos. Isso se deve às várias alterações feitas no projeto original, de modo que um novo referendo foi necessário no dia 24 de novembro de 2019.
Andreas Abegg, diretor de Direito Comercial Público na Universidade de Ciências Aplicadas de Zurique (ZHAW), em Winterthur, conclui em um parecer jurídico que o planejamento e a implementação do novo estádio estão sujeitos à legislação de aquisições e devem ser publicamente licitados pela proprietária da construção. O relatório, que foi considerado compreensível por vários especialistas jurídicos consultados, não foi elaborado em nome dos moradores que representa como magistrado.

Quando o parlamento discutiu a alteração das regras de zoneamento necessárias para permitir a construção dos arranha-céus, o governo municipal entendeu que a HRS deveria financiar a diferença de 29 milhões, através do desenvolvimento do terreno. Portanto, qualquer empresa com direito legítimo poderia judicialmente exigir a licitação pública para o planeamento e a construção do estádio.— Andreas Abegg, em relato ao WOZ Die Wochenzeitung.
Mesmo com a oposição do Comitê de Finanças e Auditoria da Câmara Municipal de Aarau, o conselho local de moradores aprovou os novos regulamentos por trinta e seis votos a favor, oito contrários e três abstenções. A emenda parcial do BNO, por sua vez, foi aprovada por 60,9% do eleitorado de Aarau. O uso da área para fins residenciais foi pré-requisitado à Secretaria-Geral dos Tribunais da Argóvia.
Em junho de 2023, o parlamento comunitário exigiu que a estrutura da passagem fosse construída nesse espaço de tempo, sob os trilhos da Schweizerische Bundesbahnen (SBB).

## Títulos
- Challenge League: 2012–13
- Swiss Super League: 1911–12, 1913–14, 1992–93

- Schweizer Cup: 1984–85
- Schweizer Ligacup: 1982
- Uhrencup: 1995

### Categorias de base
- Blue Stars/FIFA Youth Cup: 1945

### Outros
- Página do FC Aarau AG na Associação de Futebol da Argóvia
- Página do Fußball-Club Aarau B
- Página do futebol feminino na Associação de Futebol da Argóvia
- Página do FC Aarau na Superliga Suíça
- Site de juniores do FC Aarau
- Loja oficial do clube
- Portal do estádio